# Hugh Loebner
 (décembre 2020).
Si vous disposez d'ouvrages ou d'articles de référence ou si vous connaissez des sites web de qualité traitant du thème abordé ici, merci de compléter l'article en donnant les références utiles à sa vérifiabilité et en les liant à la section « Notes et références ».
Hugh Loebner (New-York, 26 mars 1942 - 4 décembre 2016) est un entrepreneur et inventeur américain.

## Biographie
Il est le créateur et principal sponsor du Prix Loebner, une compétition annuelle qui couronne les dialogueurs satisfaisant le mieux les critères du test de Turing. 
Il détient six brevets américain. 
C'est également un activiste public social[Quoi ?], pour la dépénalisation de la prostitution.